# Kwame Watson-Siriboe
Kwame Watson-Siriboe (nacido el 13 de noviembre de 1986) es un futbolista estadounidense que milita en el New York City FC .

## Trayectoria

### Categorías inferiores
Asistió Canyon High School y jugó en los Pateadores antes de jugar fútbol de la universidad en la Universidad de Connecticut. Jugó en más de 60 partidos para los Huskies, anotando tres goles en su último año en 2009 fue galardonado con el Premio S. Lund Eric para que más ha mejorado jugador del equipo en 2007, y fue nombrado el Gran Oriente Co-Defensor de 2009 Año.
Durante sus años universitarios también jugó un partido para los Flames de Westchester en la Liga USL Premier Development .

### Profesional
Fue seleccionado en la segunda ronda (26 en total) del 2010 MLS SuperDraft por Chicago Fire . Hizo su debut profesional el 3 de abril de 2010, en un partido contra Colorado Rapids .
El 3 de junio de 2011, fue cedido al FC Tampa Bay en la Liga de Fútbol de América del Norte para el resto de la temporada 2011. Hizo su debut el 4 de junio, en una derrota por 2-1 ante el Carolina RailHawks . Regresó a Chicago a la conclusión de la temporada 2011 de la NASL.
Fue traspasado a Real Salt Lake el 27 de junio de 2012, en cambio de una cuarta ronda 2014 MLS SuperDraft selección.
El 11 de agosto de 2014 el New York City FC anunció su adquisición ha cambio de una cuarta ronda 2016 MLS SuperDraft selección.

## Internacional
Fue miembro de la Selección Nacional Sub-18 de Estados Unidos que viajó a Argentina en 2004.

## Clubes
| Club               | País           | Año       |
| ------------------ | -------------- | --------- |
| Westchester Flames | Estados Unidos | 2006-2009 |
| Chicago Fire       | Estados Unidos | 2010-2012 |
| FC Tampa Bay       | Estados Unidos | 2011      |
| Real Salt Lake     | Estados Unidos | 2012-2014 |
| New York City FC   | Estados Unidos | 2014-     |